# مملكة السحر
حديقة ماجيك كينجدوم هي حديقة ترفيهية في منتجع والت ديزني وورلد في باي ليك بولاية فلوريدا. افتُتحت في الأول من أكتوبر عام 1971، وهي مملوكة لشركة والت ديزني وتديرها من خلال قسم الحدائق. تغير اسم الحديقة الرسمي قليلاً على مر السنين، من مملكة السحر والت ديزني وورلد (1971-1994) إلى مملكة السحر (1994-2017). تم إنشاء الحديقة بواسطة والت ديزني وصممتها شركة دبليو إي دي إنتربرايزز. استند تخطيط الحديقة ومعالمها إلى ديزني لاند في أنهايم بولاية كاليفورنيا، وهي مخصصة للحكايات الخيالية وشخصيات ديزني.
تعد قلعة سندريلا رمزًا للحديقة، وهي مستوحاة من قلعة القصص الخيالية التي ظهرت في فيلم الرسوم المتحركة لعام 1950. استضافت الحديقة في عام 2023 ما يقارب 17.72 مليون زائر، مما يجعلها الحديقة الترفيهية الأكثر زيارة في العالم للعام السابع عشر على التوالي والحديقة الترفيهية الأكثر زيارة في أمريكا الشمالية على الأقل خلال السنوات الثلاث والعشرين الماضية. أصبحت الحديقة حجر أساس ثقافي ورمز للثقافة الشعبية الأمريكية الحديثة.

## معرض صور

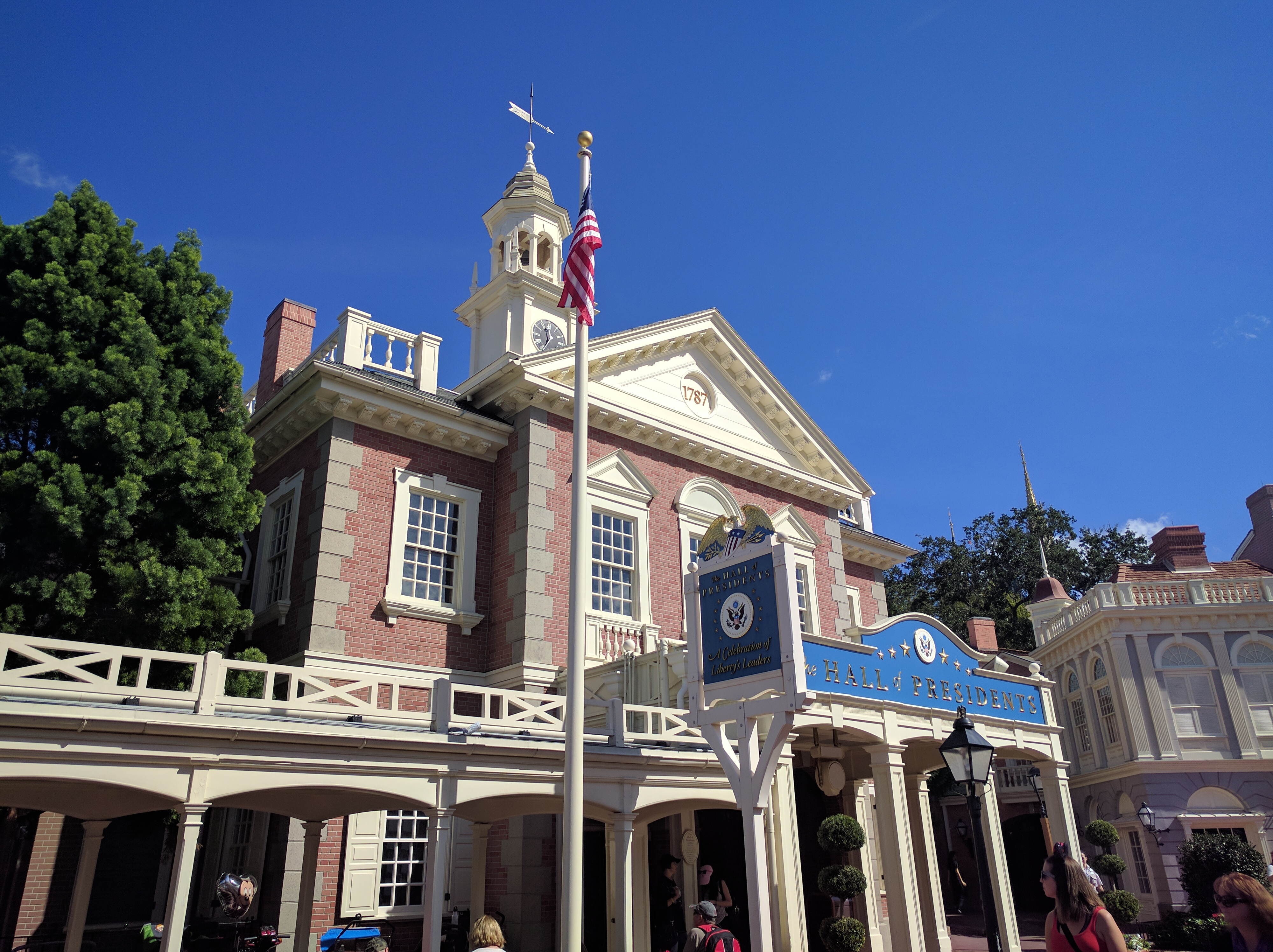
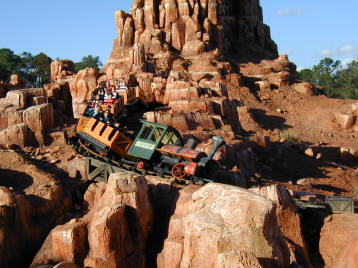
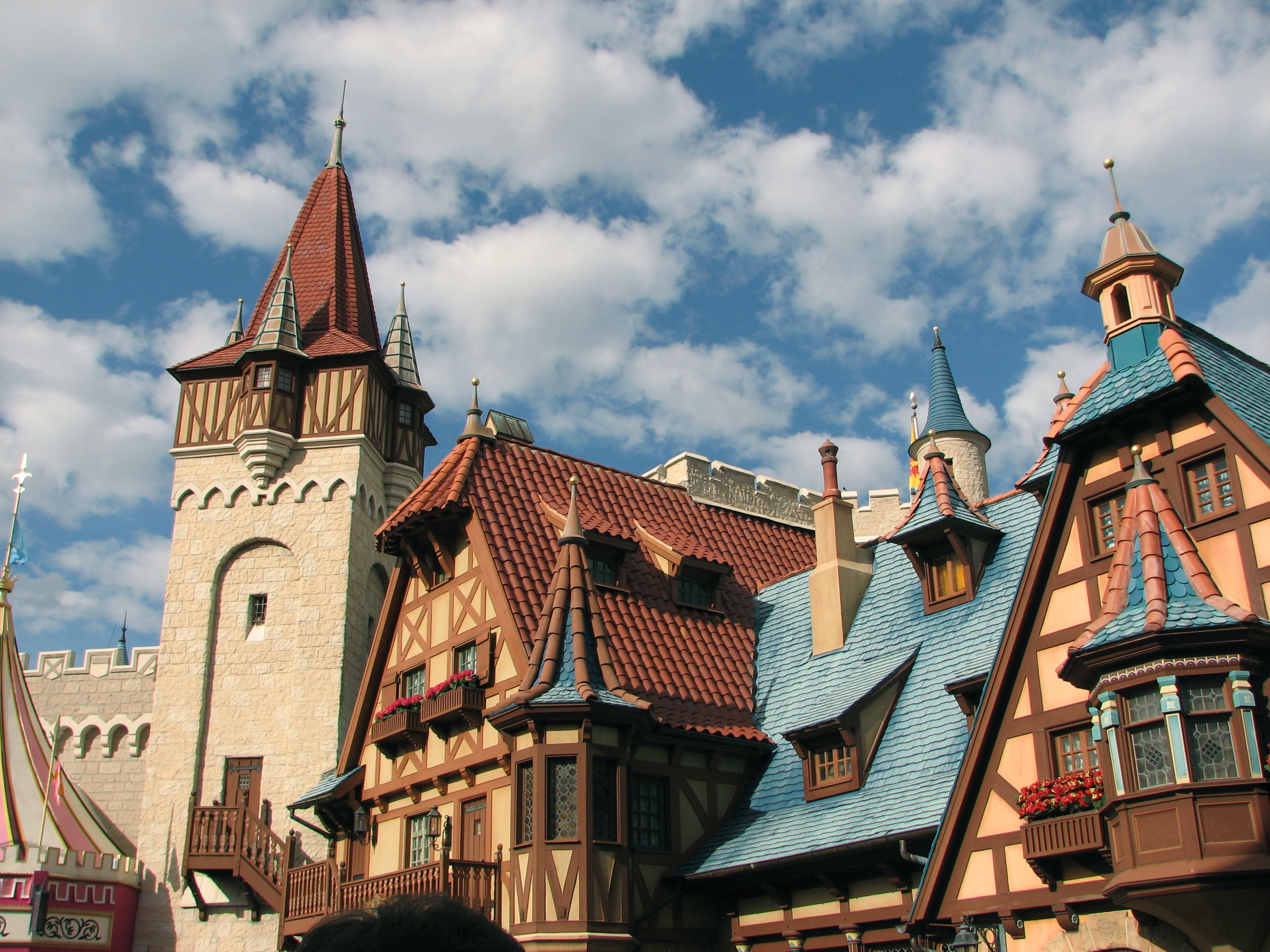
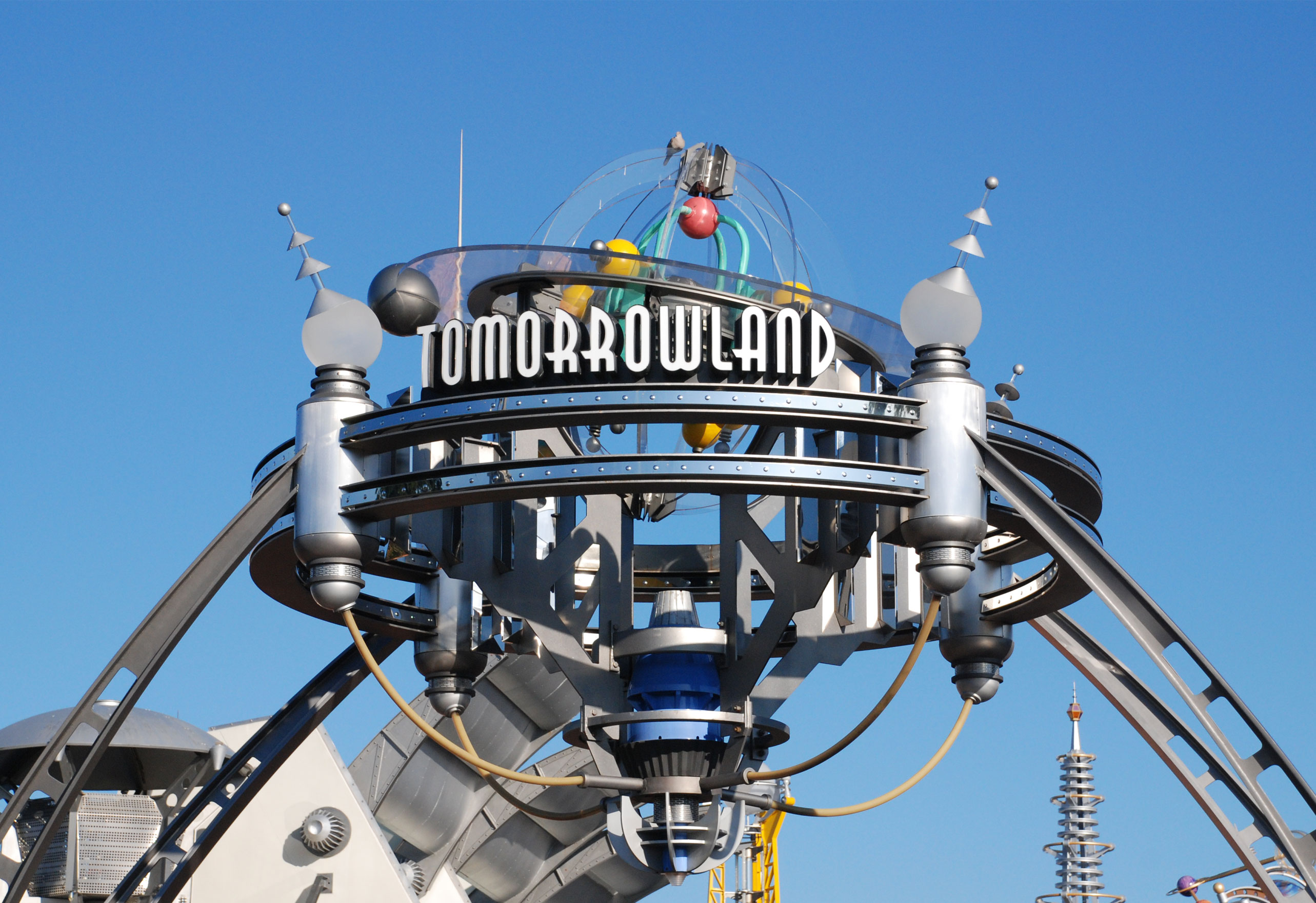
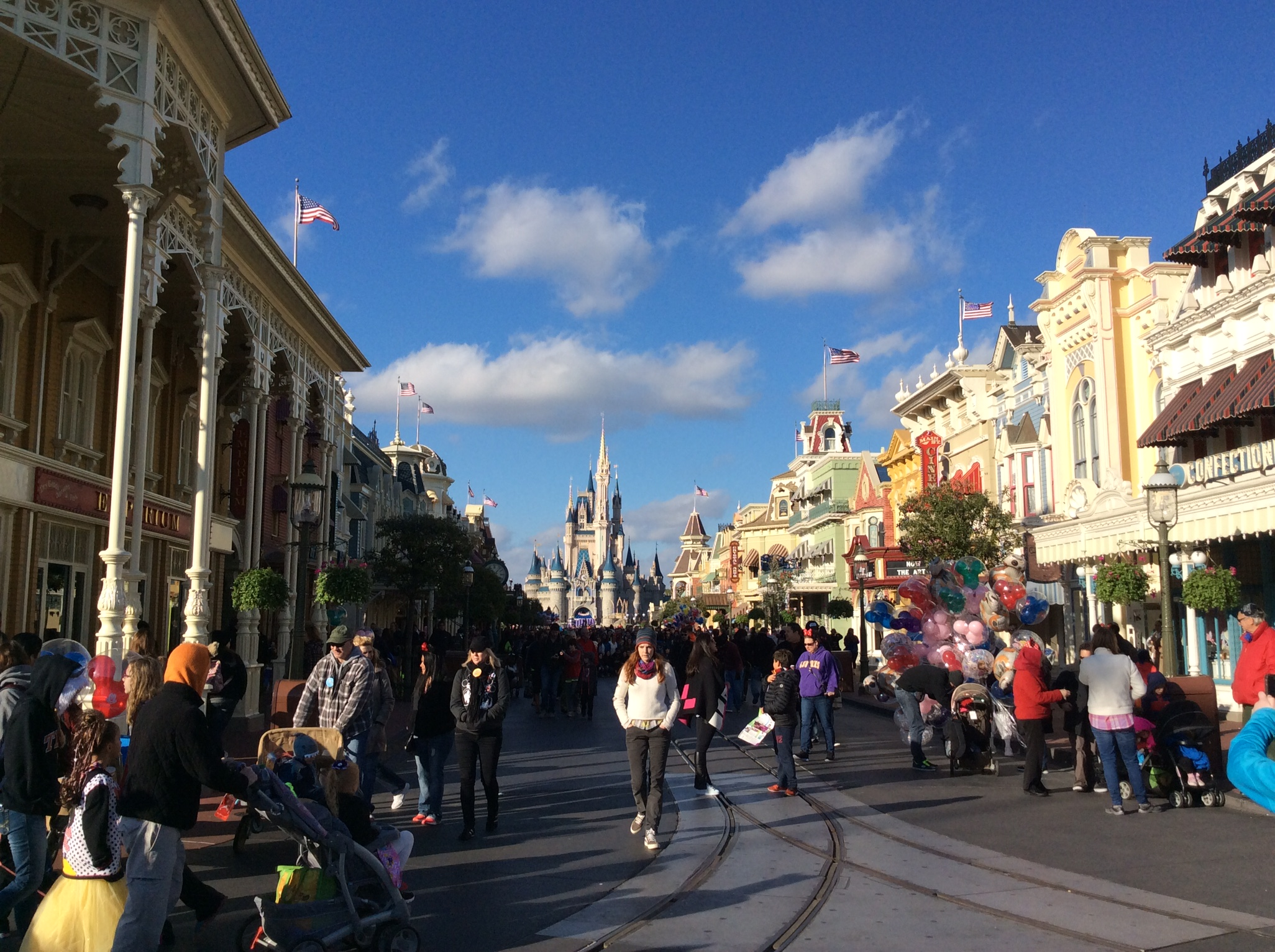
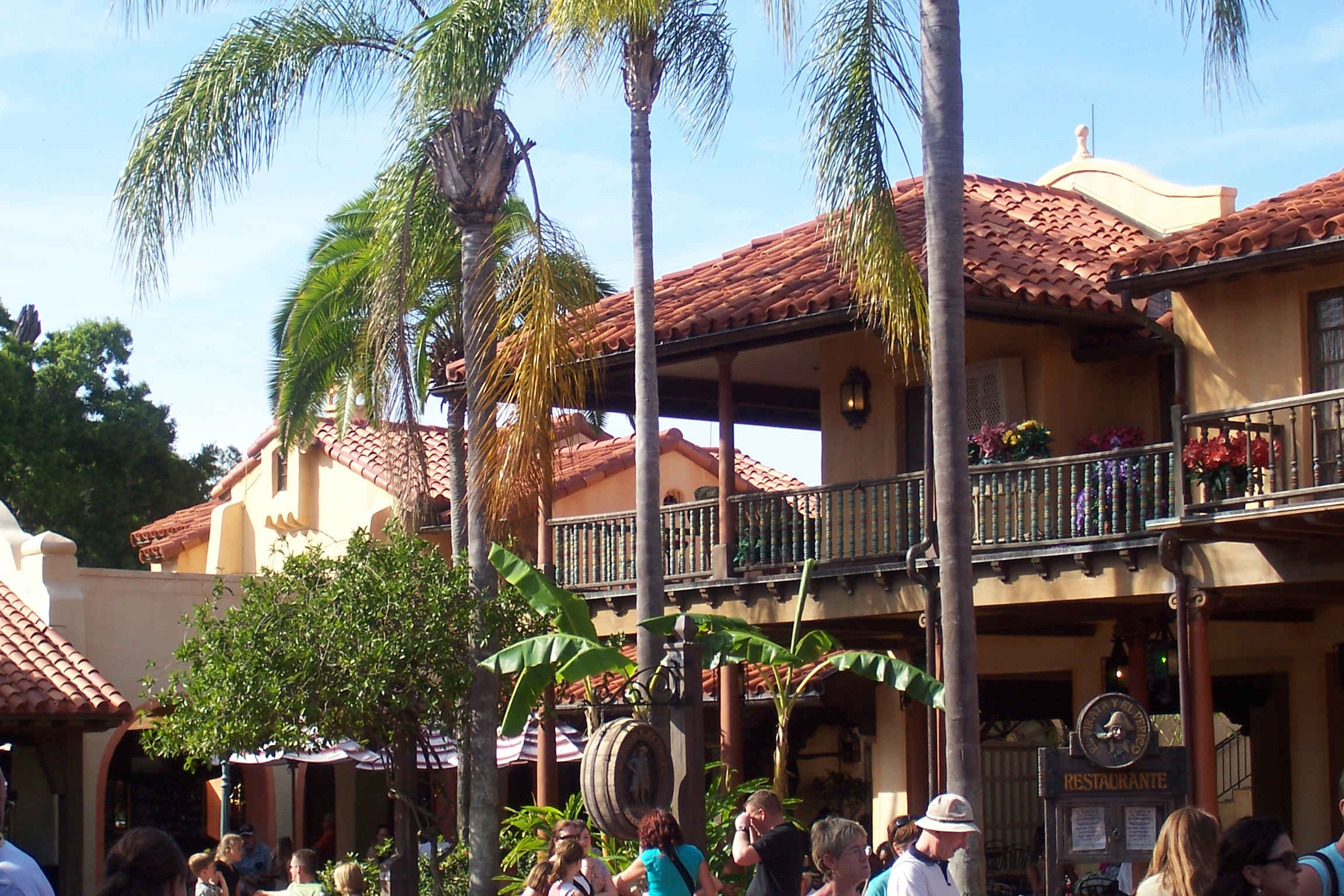

## المصادر

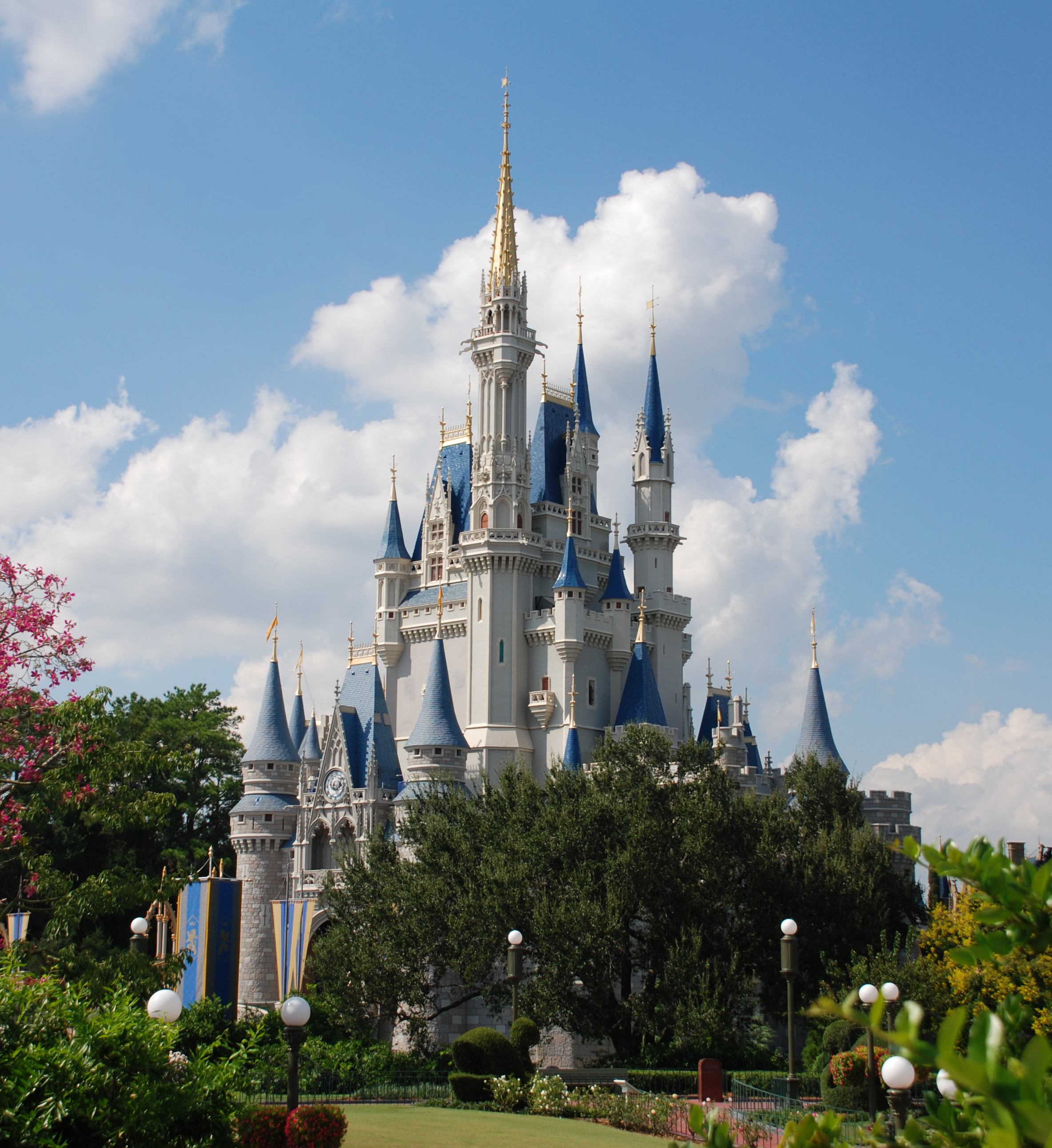
قلعة سندريلا

## وصلات خارجية
- شخصيات والت ديزني المشهورة